# Оглядів (ґміна)
Ґміна Оглядув (пол. Gmina Ohladów) — колишня (1934—1939 рр.) сільська ґміна Радехівського повіту Тарнопольського воєводства Польської республіки (1918—1939) рр. Центром ґміни було село Оглядув.

1 серпня 1934 р. було створено ґміну Оглядув у Радехівському повіті. До неї увійшли сільські громади: Майдан Стари, Манастирек Оглядовскі, Нівіце, Оглядув і Оплуцко.

У 1934 р. територія ґміни становила 96,2 км². Населення ґміни станом на 1931 рік становило 5 723 особи. Налічувалось 1 036 житлових будинків.
В 1940 р. ґміна ліквідована у зв’язку з утворенням Лопатинського району.